# Barrage de Gezende
Le barrage de Gezende est un barrage de Turquie.

Barrage de Gezende à Evsin, en direction sud

## Sources
- (en) www.dsi.gov.tr/tricold/gezende.htm Site de l'agence gouvernementale turque des travaux hydrauliques